# Косово на Светском првенству у атлетици на отвореном 2017.
Делимично призната Република Косово такмичила се на Светском првенству у атлетици на отвореном 2017. одржаном у Лондону од 4. до 13. августа исте године. То је други пут да поменута држава учествује на овом светском првенству. Представљао ју је један такмичар који се такмичио у трци на 800 метара.
На овом првенству, Република Косово није освојила ниједну медаљу нити је постигнут неки рекорд.

## Резултати

### Мушкарци
| Астрит Крјезију | 800 м | 1:49,94 | 39 | Није се пласирао | Није се пласирао | Није се пласирао |